# Pablo Virgilio David
Pablo Virgilio David, né le 2 mars 1959 à Guagua (en) (Philippines), est un prélat catholique philippin, actuel évêque de Caloocan. Le pape François le crée cardinal au cours du consistoire qui se tient le 7 décembre 2024.

## Biographie

### Enfance et formation
Pablo Virgilio David est né le 2 mars 1959 à Betis, Guagua (en), dans la province de La Pampangue. Il est le dixième enfant d'une famille de treize. Il est le frère du journaliste Randy David (en). Il fréquente le petit séminaire Mère de Dieu à San Fernando. Il effectue ses études de philosophie à l'Université Ateneo de Manila, située à Quezon City, et ses études de théologie à l'École de théologie Loyola de la même université.
Le 12 mars 1983, il est ordonné prêtre pour l'archidiocèse de San Fernando (en). Après une année comme vicaire de paroisse, il est directeur du séminaire Mère de Dieu jusqu'en 1986.
De 1986 à 1991, il est envoyé à l'étranger pour poursuivre ses études. Il est diplômé d'une licence et d'un doctorat de théologie à l'Université catholique de Louvain puis fréquente l'École biblique et archéologique française de Jérusalem. Il est considéré comme l'un des meilleurs biblistes de son pays.

### Ministère sacerdotal et épiscopal
Il rentre ensuite aux Philippines où il occupe diverses fonctions d'enseignement au séminaire de son diocèse, dont il devient de le directeur du département de théologie en 2002, tout en continuant d'enseigner les Saintes Écritures. La même année, il est élu vice-président de l'Association des biblistes catholiques des Philippines. Il est l'auteur de publications, académiques ou destinées au grand public, sur les Saintes Écritures.
Le 27 mai 2006, le pape Benoît XVI le nomme évêque auxiliaire de San Fernando (en) et lui attribue le siège titulaire de Guardialfiera. Il est consacré le 10 juillet 2006 par le cardinal Gaudencio Rosales, archevêque de Manille, à la cathédrale de Manille.
Au sein de la Conférence des évêques catholiques des Philippines, il fait partie de la commission pour l'apostolat biblique. Il participe en 2008 au synode des évêques sur le thème « La Parole de Dieu dans la vie et la mission de l’Église ».
Le 14 octobre 2015, le pape François le nomme évêque de Caloocan.
De 2017 à 2021, il est vice-président de la Conférence des évêques catholiques des Philippines. En juillet 2021, il est élu à la tête de cette organisation par les 130 évêques du pays. Il prend ses fonctions en décembre de la même année.
En 2023, il participe au Synode des évêques pour une Église synodale. En 2024, il est élu vice-président de la Fédération des conférences épiscopales asiatiques (en), succédant au cardinal srilankais Albert Malcolm Ranjith.

### Cardinal
Le 6 octobre 2024, le pape François annonce qu'il sera créé cardinal au cours d'un consistoire le 7 décembre 2024, avec 20 autres prélats. Il est créé avec le titre de cardinal-prêtre de la Trasfigurazione di Nostro Signore Gesù Cristo.
Le 11 janvier 2025, le pape le nomme membre du Dicastère pour la Doctrine de la foi.

### Prises de positions
Il est aussi connu pour être critique des méthodes du président Rodrigo Duterte dans le cadre de la guerre contre la drogue aux Philippines. Il dénonce une « guerre d'extermination » et compare le président à Adolf Hitler. Il affirme avoir été menacé en raison de son opposition à la politique du président et après des propos de ce dernier appelant à « tuer ou voler les évêques fortunés », "ce ramassis d’imbéciles qui ne sert à rien et qui ne font que critiquer". Malgré les menaces, il affirme que « rien ne pourra l’empêcher de poursuivre ses devoirs spirituels et pastoraux ».
En 2019, il est visé par une plainte de la Police nationale des Philippines, notamment pour sédition, diffamation et entrave à la justice avec d'autres évêques et des personnalités de l'opposition. La plainte n'aboutit pas.
En 2022, durant la campagne présidentielle, il s'oppose aux partisans de Ferdinand Marcos Jr., fils de l'ancien dictateur Ferdinand Marcos, qui affirmaient que la dictature était un âge d'or de l'histoire du pays. Il affirme : « Nous ne pouvons pas nous permettre de rester silencieux quand des candidats affirment que le meilleur gouvernement que nous ayons jamais eu était sous la dictature de Marcos » et appelle les catholiques à défendre la vérité.
Il s'oppose aussi à plusieurs reprises à des violences policières,.

## Succession apostolique
Pablo Virgilio David a ordonné les évêques suivants :
- Évêque Euginius Cañete (en), M.J. (2024)